# チャールズ・カルバート (第3代ボルティモア男爵)
第3代ボルティモア男爵チャールズ・カルバート（英: Charles Calvert, 3rd Baron Baltimore, 1637年8月27日 - 1715年2月21日）は、イングランド生まれの政治家である。父である第2代ボルティモア男爵セシル・カルバート（1605年 - 1675年）の死後に北アメリカのメリーランド植民地を承継した。
24歳の1661年に、父から副総督に任命されてメリーランドに到着し、総督を代行することになった。しかし、1684年にメリーランドを離れてイングランドに戻り、再び戻ることはなかった。1688年、イングランドの名誉革命に続く出来事によって、カルバートはメリーランドにおける権益を失うことになった。1689年、植民地に対する王室の勅許が取り消され、王室による直接支配に変わった。カルバートの政治問題は、イングランド国教会が国教となっていた当時にあっては異端となるカトリックを信仰していたことが大きな原因だった。
カルバートは4回結婚し、3人の妻に先立たれ、少なくとも2人の子供が生まれた。チャールズ・カルバートは1715年、78歳の時にイングランドで死に、その一家の財産の多くが消滅した。その死と共に、称号やメリーランドに対する権利を次男のベネディクト・カルバートに渡した（長男のセシルは若くして死んでいた）。しかし、ベネディクトもチャールズの死後2か月で死に、それらの権利は孫の第5代ボルティモア男爵チャールズ・カルバートに渡った。チャールズはカトリックからイングランド国教会に改宗し、国王から家族のものだったメリーランド植民地の領主権を快復されることになった。

## 初期の経歴
チャールズ・カルバートは1637年8月27日、イングランドで生まれた。幼い時に清教徒革命（イングランド内戦、1642年 - 1651年）の宗教抗争をみることになった。父は第2代ボルティモア男爵セシル・カルバートであり、メリーランド植民地の初代領主総督かつ、ニューファンドランド島（カルバート家の初期植民地であるアバロンを含む）の第9代領主総督だった。母は初代アランデル・オブ・ウォードア男爵トマス・アランデル（1550年-1639年）の娘、アン・アランデル（1615/16年 - 1649年）だった。アンとセシルは1627年あるいは1628年に結婚し、9人の子供が生まれた。しかしチャールズを含め成人したのは3人だけであり、アン自身もチャールズがまだ12歳だった1649年に死んだ。

## メリーランド

### 政治的背景

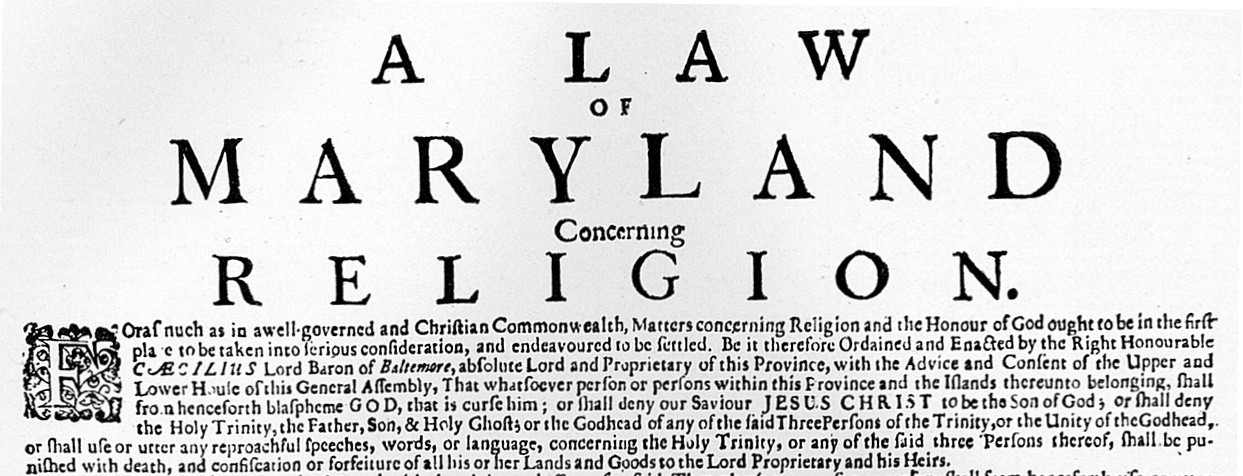
メリーランド信教寛容法、1649年に成立した

カルバート家はカトリック信徒であり、カトリックと非国教徒プロテスタントと共に、確立されたイングランド国教会の信徒も共に平和的に生活できる植民地としてメリーランドを設立していた。父セシルは祖父の初代ボルティモア男爵ジョージ・カルバートに与えられるはずだったメリーランドの領主権を受け取った。祖父はその領主権が認められた直後の1632年に53歳で死んだ。父はイングランドに居ながらメリーランドの植民地を設立させ、叔父のレナード・カルバート（1606年-1647年）を最初の植民地総督として派遣した。ローマ・カトリック教会はその父からの遺産として承継し、植民地では宗教的な寛容さを促進した。父はメリーランドを42年間統治したが、自らそこを訪れることは無かった。
1649年、設立から10年を経過したメリーランド植民地議会がメリーランド信教寛容法、「宗教に関する法、三位一体を信奉するキリスト教徒に宗教的寛容を義務付ける法」を成立させた。9月21日に成立したこの法は、イギリス領北アメリカの植民地で初めて宗教的寛容を求めた法だった。カルバート家はイングランド国教会とは相容れないカトリックなど三位一体キリスト教徒を保護するために、この法の成立を求めた。宗教的寛容さは約40年間続けられたが、1689年のプロテスタント革命のときに撤廃された。1689年から1776年、メリーランドは公式に聖公会を受け入れた。

### メリーランドへの到着
チャールズ・カルバートは1661年に24歳の青年としてメリーランドに渡り、カルバート家の一員として自ら植民地を統治する最初の者となった。父からは副総督に指名され、1675年に父が死んだときに、メリーランドを継承し、自身の判断で総督になった。1666年以前のいずれかの時点で、ラルフ・ダーナルの娘メアリー・ダーナルと結婚した。4回結婚した中の最初の妻だった。ダーナル家はメリーランドの裕福な農園主であり、やはりローマ・カトリック教徒だった。しかしメアリーは1667年以前の時点で出産の時に死んだ。カルバートはその後まもなく次の妻を見つけた。1667年、ヘンリー・スウォールの未亡人、セントメアリーズ郡出身のジェイン・ロー（1644年-1693年/94年）と再婚した。1667年後半あるいは1668年初期、息子のセシルが生まれた。

### 経済問題
カルバートの総督としての生活は経済問題が大きくなって難しいものになった。1660年代以降、メリーランドの主要生産物であり、輸出による主要な収入源だったタバコの価格が長期の低下を始め、特に貧者の間に経済的な困難さを生じさせた。1666年、隣接するバージニアがタバコ栽培の「調整」を提案した。供給量を下げて価格を上げさせる1年間の猶予期間だった。カルバートは当初この計画に同意したが、調整の重荷が主に貧しい臣民の負担になることを理解するようになった。彼らが「植民地の大多数」だった。最終的にカルバートはその法案に拒否権を行使し、バージニア植民地人の不快を買うことになった。ただし、1667年はハリケーンと言う自然の被害と言う形で生産調整が行われることにはなった。

### 宗教と政治

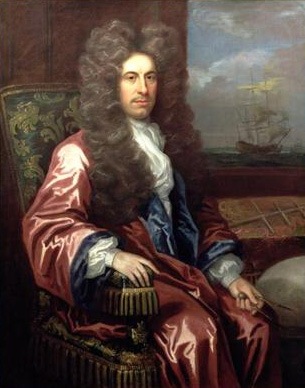
チャールズ・カルバート、ジョン・クロスターマン画

カルバートが総督になった時までに、メリーランド植民地の人口は移民によって増加し、次第にプロテスタントが多くなっていった。しかし、政治権力は大部分がローマ・カトリック教徒のエリートの手に集中したままだった。カトリックから人口構成が変わっていったにも拘わらず、カルバートはメリーランド植民地のカトリックと言う意識付けを残そうとした。1669年から1689年、総督評議員となった27人の者の中では、8人がプロテスタントだった。評議員の大半がカトリックであり、多くはカルバートの血縁か姻戚であり、政治的な利益関係を維持し、民兵隊の指揮官や土地事務所の閑職のような魅力ある役職を占めることが多かった。
カルバートとその臣民の間の紛争の多くは、イングランドの法がどこまでメリーランドに適用されるべきか、また領主総督はどの程度法の外の独自の特権を行使できるかという疑問に変わった。議会の議員は法の「全的権限」を確立したいと考えたが、その特権を守ってきたカルバートは自身とその評議員のみが、イングランドの法を何時何処で適用すべきかを決められると主張した。そのような不確かさが専断的な政府の告発を行え、また許した。
カルバートは多数派であるプロテスタントの影響力を抑えるために様々な方法を実行した。1670年、選挙権を、土地50エーカー (200,000 m2) 以上を所有する、あるいは資産が40ポンド以上ある男性に限定した。植民地議会議員になる資格として、少なくとも1,000エーカー (4 km²) の土地を所有していることとした。1676年、有権者には議員には半数を選ぶ、すなわち4人を2人にするよう指示した。このような方法は議会を操作しやすくしたかもしれないが、カルバートと臣民の間の関係に歪を生じさせていた。

### 奴隷制度
メリーランドに輸入されるアフリカ人の位置づけについて、カルバートが初期に判断したことの1つは、長く有害な結果を生んだ。最初のアフリカ人がメリーランドに連れて来られたのは1642年のことであり、植民地では最初のイングランド人開拓地であるセントメアリーズシティに23人の奴隷が着いた。彼らの法的な位置づけは当初不明であり、植民地の裁判所は、キリスト教の洗礼を受けた奴隷は自由の身分にされるべきと裁定する傾向があった。奴隷の所有者の権利を守るために、法における位置づけを明確化する法が作られるようになった。1663年、議会が、奴隷は生涯奴隷であるべきであり、奴隷の子供も生涯奴隷となるべきと決めたので、それから200年間、南北戦争のときの制度廃止まで、奴隷制度が続くことになった。しかし、そのような厳しい法の影響は暫くの間、さほど感じられないままだった。大規模なアフリカ人の輸入は1690年代に始まった。

### 宗教紛争
1675年、父の第2代ボルティモア男爵が死に、このとき38歳になっていたチャールズ・カルバートが、男爵位を承継するためにロンドンに戻った。この時、その政敵達がカルバートの不在を利用して、領主政府に対する難癖攻撃を始めており、1676年、『メリーランドとバージニアの逃避地から叫びを伴う苦情』という小冊子を出版して、特に国教会がないことなど多くの不満を掲載していた。聖公会もイングランド国教会もメリーランドにおける宗教的寛容の実験に満足していなかった。聖公会の聖職者ジョン・ヨー牧師はカンタベリー大主教に宛てて、メリーランドは「悲しむべき状態」にあり、「不浄のソドムと不道徳の伝染病病院に」なっていると不平を告げる手紙を送った。このことはロンドンでかなり深刻に取り上げられ、枢密院がカルバートに、彼に対して挙げられた苦情に対応するよう指示した。
これら苦情に対するカルバートの反応は挑戦的だった。反逆者と考えられる者2人を絞首刑にし、メリーランド植民地の宗教的多様さを再確認するために動いた。その文書による回答はその統治が直面する難しさを述べていた。メリーランドの開拓者は、「長老派教会、独立系、アナバプテスト、クエーカーであり、イングランド国教会やローマ・カトリック教会の信者は少ない。そのような人々をして、正反対に導く聖職者を維持することを強いるような法に満足させるのは、最も難しい任務である」と記していた。

### 陰謀

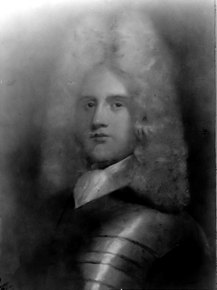
第4代ボルティモア男爵ベネディクト・レナード・カルバート（1679年-1715年）、チャールズ・カルバートの次男

1679年、チャールズとジェインの間に2番目の息子ベネディクトが生まれた。その2年後の1681年、元植民地総督のジョシアス・フェンドール（在任1657年-1660年）とジョン・クードが率いた反乱に再度直面した。クードは後の1689年に反乱を成功させた人物だった。フェンドールは裁判に掛けられて有罪となり、タバコで4万ポンドの科料となり、追放されたが、共同謀議者のクードはうまく懲罰を免れた。
この頃までに植民地の政治的枠組みは綻び始めていた。バージニアの総督が「メリーランドは今苦悩の状態にある。粉々に砕ける大きな危険性にある」と報告していた。総督評議会と議会の間の関係は次第にお粗末なものになっていた。恨みの多くの底にあるのは、たばこ価格の低下が続いたことだった。1680年代には30年前の50%にまで下がっていた。1681年、カルバートは個人的な悲劇にも直面した。長男で承継者だったセシルが死に、次男のベネディクトが家の承継予定者になった。

### ペンシルベニアとの境界紛争
カルバートは幾つかの問題に加えて、ウィリアム・ペン（1644年-1718年）が所有する北の植民地との深刻な境界紛争にも巻き込まれた。すなわちメリーランド植民地とペンシルベニア植民地の境界に関する論争だった。1681年国王チャールズ2世が、メリーランドの北にあるかなりの広さがあるが、その定義があいまいな領地を認めた。ペンはメリーランドの領域に入る北緯40度線より南でその首都の建設を始めた。ペンとカルバートは2回会見して交渉したが、合意には至らなかった。この論争はカルバートとペンの存命中には決着が付かず、1769年になってやっと解決されることになった。

### イングランドへの帰還
1864年、チャールズ・カルバートはイングランドに旅した。これはペンとの論争について自己弁護するためと、植民地でカトリックに有利に動いているという告発に応えるという両方の目的があった。しかしその後メリーランドには二度と戻らなかった。
カルバートは甥のジョージ・タルボットを総督代行に任命し、総督評議会の議長にしてから、植民地を離れた。しかし、タルボットはパタクセント川の船の上で王室指名税関職員を刺し殺したので、カルバートがロンドンに戻った時には直ぐにその問題に対応せねばならなくなった。カルバートがタルボットの次に指名したのはウィリアム・ジョセフであり、このジョセフも問題を起こすことになった。1688年、ジョセフはメリーランドの臣民に対して道徳、不倫および国王の神聖な権利を講義し、植民地を「不倫者で満ちた土地」とこき脅すことで地元世論への攻撃に取り掛かった。

### イングランドの名誉革命
イングランドでは、カルバートとその政治的な利益に決定的に反する動きが始まっていた。1688年、イングランドでは後に名誉革命と呼ばれることになる動きが始まっており、国王ジェームズ2世が退位させられ、プロテスタントであるウィリアム3世とメアリー2世が王位に就いた。プロテスタント派の勝利はカトリックであるカルバートを政治的にかなり難しい立場にすることになった。カルバートはそれらを感じとり素早く新体制を支持する動きに出て、メリーランドには使者を派遣して新国王と女王の即位を宣言させた。しかしその使者が航海の間に死に、2人目の使者が到着することは無かった（2人目の使者が送られたとしての話ではある。カルバートが後にそう主張していた）。

### メリーランドにおけるプロテスタント革命
一方、メリーランドのプロテスタントは、この時までに植民地でかなりの多数派となっており、イングランドからの噂を流し、ローマ教皇の策謀を恐れて、領主政府に対する反乱を組織し始めていた。ジョセフ知事は議会招集を拒み、表向きは修理のためと言って不気味にも倉庫から武器を出させることで、事態をさらに悪くした。プロテスタントは新しい国王と女王への公式の支持が明らかにされていないことに怒り、ヘンリー・ダーナル大佐のようなカトリックが副総督となって権限を掴み武装を始めたことに不満だった。1689年夏、ジョン・クードが指揮する700名のピューリタンが、自らをプロテスタント協会と称し、ダーナル大佐が率いた領主軍を破った。ダーナルの軍は著しく小勢であり、後に「我々はこの状態でかくも怒れる人々を鎮め、流血沙汰を防止できる期待が無いので、降参した。」と記していた。
メリーランドにおけるこの「プロテスタント革命」の後、勝者であるクードとそのプロテスタント同盟者は新しい政府を興し、カトリック信仰を違法とした。カトリック教徒はその後礼拝を行うためには自宅の秘密の礼拝所で行うことを強いられた。1704年、「この植民地でローマ・カトリック教会の成長を防止するための」法が成立し、カトリック教徒が政治的役職に就くことを禁じた。これより後、宗教的な寛容さが復活するのはアメリカ独立戦争を待つ必要があった。ダーナルの曾孫であり、メリーランドにおける裕福なカトリック教徒とされたチャールズ・キャロル・オヴ・カロルトン（1738年-1832年）が、1776年にフィラデルフィアで新しい国のためにアメリカ独立宣言に署名した。
ジョン・クードは、新しい王室領政府でネーマイア・ブカキストンが1691年7月27日に指名されるまでは、権力の座にあった。チャールズ・カルバート自身がメリーランドに戻ることは無く、さらには一族に与えられた植民地に対する王室勅許が1689年に取り消された。

## 晩年

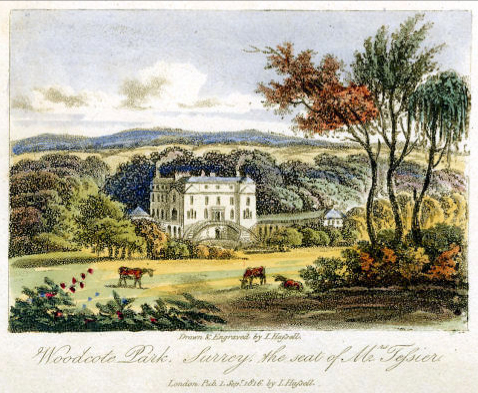
ウッドコート・パークのカルバート荘園、1816年頃にジョン・ハッセルが描いた版画

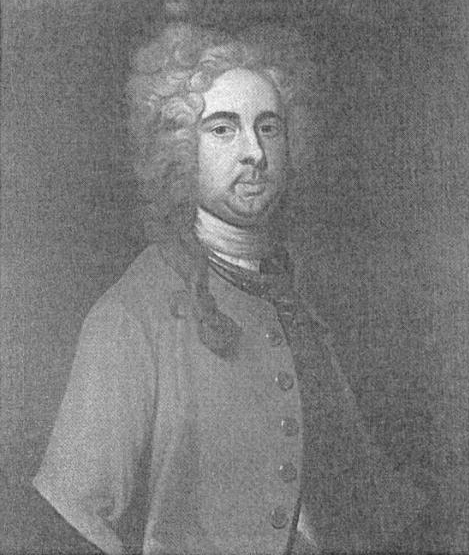
チャールズ・カルバート大尉、第3代ボルティモア男爵の非嫡出子

カルバートの政治的問題はメリーランドの喪失だけでは終わらなかった。1694年、タイタス・オーツの陰謀に連座させられたが、何とか逮捕は免れた。1696年、その運命が改善された。准将に任命され、1704年には少将に昇進した。
カルバートの後妻ジェインが1693年に死亡し、1701年から1710年のいずれかの時点で3人目の妻メアリー・バンクスと結婚した。さらに1712年、トマス・チャールトンの娘マーガレット・チャールトンと4度目の結婚をした。
カルバートは非嫡出の息子もいた可能性がある。1688年にイングランドで生まれたチャールズ・カルバート・レイズンビーであり、成人して軍隊で経歴を積み、自力でメリーランド総督にもなった。カルバート大尉の両親ははっきりと分かってはいないが、以前からその父が第3代ボルティモア男爵と仮定されてきた。この仮定は、カルバートに関する学者のアン・イェンチの著作で、カルバート大尉が第3代ボルティモア男爵から土地を払い下げられ、大尉はそれを軍隊における任官に利用したという事実で、支持されているように見える。同様にベネディクト・レナード・カルバート・シニアの息子である第5代ボルティモア男爵は、15歳の若さでメリーランド植民地総督の地位資格を得た後に、年上の従兄をその地位に据えた。その母がだれであるかも分かっていないが、カルバート家の文書から判断すると、ヘンリエッタ伯爵夫人であると見られ、「マザー・カルバート」とも呼ばれ、1728年頃に死んだ。しかし、ダグラス・リチャードソンの『プランタジネットの先祖: 植民地と中世の家族の研究』第2版ページ467では、第3代ボルティモア男爵に非嫡出子としてレイズンビーを挙げておらず、また他の者も挙げていない。
イングランドにあったカルバートの住まいはサリーのウッドコートパークにあった一族の荘園だった。1712年頃、ウッドコートについてセリア・フィーネスが次のように書いていた。
ウッドカット・グリーンのボルティモア卿は玄関の壁、崖の胸壁、1つの中庭の中にある大きな中庭、可愛い馬の池がある厩に通じる道に広がり、家は古いが低く、中庭の大きな側が建物で停まり、そこへレールとバリスターのあるリードがある。

### 息子のベネディクトとの関係
チャールズ・カルバートはローマ・カトリック教徒のままであり、政治的な不利は甘受していた。承継者である第4代ボルティモア男爵ベネディクト・カルバートはその忠誠を維持しなかった。メリーランド植民地に対して持つ一家の領主権を回復させるには宗教の問題が大きな要因になると、正しく計算していた。従ってローマ・カトリック教会を捨て、聖公会に改宗して、「プロテスタント的な信仰を保持し」このことで新世界で失っていた一家の権益を取り戻すことに賭けた。しかしこの大胆な行動は高いものについた。先代男爵は息子の改宗を怒り、年金450ポンドを取り下げ、孫の教育と保守に関する支援を止めた。しかし、チャールズ・カルバートが1715年に死亡し、その肩書と、メリーランド植民地の所有権とを息子のベネディクトに残した。チャールズはロンドンのセントパンクラス・オールド教会の墓地に埋葬された。

## 遺産
チャールズ・カルバートの息子ベネディクトはその父の死のときに、国王ジョージ1世（1660年-1727年）にメリーランド植民地の一家の領主権回復を請願した。しかし、国王がその請願について判断を出す前にベネディクト自身も死んだ。父の死後2か月だった。その称号は息子のチャールズに引き継がれた。1715年5月15日、第5代ボルティモア男爵チャールズ・カルバートは16歳で、国王からメリーランド植民地の父祖伝来の領主権を回復された。1721年、成人に達してメリーランド植民地の支配権を自ら引き継いだ。メリーランドは1776年のアメリカ独立戦争の時まで一家の支配下に置かれていた。
メリーランド州チャールズ郡は第3代ボルティモア男爵チャールズにちなむ命名である。
チャールズ・カルバートの大変大きな全身肖像画は、カルバート家の他の当主全ての肖像画と共に、慈善事業家ヒュー・ヤング博士が収集し、現在はボルチモア市中心街カセドラル通りのエノク・プラット自由図書館中央、天窓のあるグレートホールに掲示されている。ボルチモア市は一族の名前を冠しており、他にもアメリカにはニューボルチモアという地名が幾つかある。植民地領主の歴史的なまた儀礼的な記念物にもボルチモアという名前が多く使われている。